# Willem den Hengst
Willem den Hengst  (Delft, 4 september 1859 - Leiden, 7 juni 1927) was een Nederlands predikant en docent aan de Theologische School van de Gereformeerde Gemeenten. Hij was van betekenis voor dit kerkverband tijdens de opbouwfase in de periode 1913 -1927. Den Hengst was oorspronkelijk afkomstig uit de Nederlandse Hervormde Kerk. Onder invloed van dr. A. Kuyper sloot hij zich aan bij de Nederduitse Gereformeerde Kerken. In deze positie spande hij zich op plaatselijk niveau in voor een vereniging met de Christelijke Gereformeerde Kerk, welke zich in 1892 op landelijk niveau voltrok. Het kerkverband waartoe Den Hengst behoorde droeg vanaf dat moment de naam Gereformeerde Kerken in Nederland. In 1913 sloot Den Hengst zich met een groot deel van zijn gemeente in Veenendaal aan bij de Gereformeerde Gemeenten.

## Biografie
Willem den Hengst was een zoon van Daniel den Hengst en Christina Apolonia van Overvest. Zijn vader was zeilmaker. Op advies van dr. G.J. van der Flier, predikant in Delft van 1873 tot 1878, werd Willem voor het predikambt opgeleid. Hij volgde eerst een voorbereidende studie aan het gymnasium in Doetinchem, daarna studeerde hij aan de Vrije Universiteit in Amsterdam. Op 2 september 1888 werd Den Hengst in Den Helder in het ambt van predikant bevestigd. Op 11 april 1889 trad hij in het huwelijk met Johanna Hendrika Beijer. Uit dit huwelijk werden vijf kinderen geboren. In 1894 aanvaardde Den Hengst een beroep uit Veenendaal en was actief op een breed terrein binnen het kerkelijke leven. Door contacten met gelovigen in zijn gemeente kwam Den Hengst rond 1909 tot andere geestelijke inzichten. Dit ging zo ver dat hij in het openbaar schuld beleed tot nog toe niet zuiver volgens de Bijbel gepreekt te hebben. Ook kreeg hij moeite met de theorie van de veronderstelde wedergeboorte. Een deel van zijn kerkenraad en verschillende van zijn collega predikanten keerde zich tegen zijn nieuwe inzichten, wat ertoe leidde dat Den Hengst de Gereformeerde Kerken besloot te verlaten op 5 juni 1913. Een meerderheid van zijn gemeente volgde hem in zijn beslissing om zich aan te sluiten bij het kerkverband van de Gereformeerde Gemeenten. 
De overkomst van Den Hengst betekende een versterking voor de kerkelijke lijn van ds. G.H. Kersten binnen de Gereformeerde Gemeenten. Al snel werd hem de opleiding voor toekomstige predikanten toevertrouwd, en voerde hij met Kersten de redactie van De Saambinder. In 1915 nam hij een beroep aan naar Amsterdam. Vanaf 7 april 1918 tot zijn emeritaat op 7 april 1926 was hij predikant in Leiden. 
Op 7 juni 1927 overleed Den Hengst in zijn woonplaats Leiden. 

#### Over Den Hengst geschreven
- Haas, Joh. de Gedenkt uw voorgangers II (1984)
- Kersten, G.H. Bedroefden om der bijeenkomst wil (1985) pp. 147-151 ISBN 90-336-0175-3
- Bel, A. e.a. Predikanten en oefenaars I (1988) pp. 86-89 ISBN 90-331-0510-1
- Schipper, J. Ik zal Mijn hand tot de kleinen wenden (1994) ISBN 903-311-0695
- Florijn, H. Uit de begintijd van de Gereformeerde Gemeenten (1996) pp. 44-67 ISBN 90 6140 388 X